# Shangyou (sockenhuvudort i Kina, Heilongjiang Sheng, lat 47,96, long 125,32)
Shangyou (kinesiska: 上游, 上游乡) är en sockenhuvudort i Kina. Den ligger i provinsen Heilongjiang, i den nordöstra delen av landet, omkring 270 kilometer norr om provinshuvudstaden Harbin. Antalet invånare är 20 945. Befolkningen består av 10 580 kvinnor och 10 365 män. Barn under 15 år utgör 14,0 %, vuxna 15-64 år 78 %, och äldre över 65 år 7,0 %.
Runt Shangyou är det ganska tätbefolkat, med 120 invånare per kvadratkilometer. Shangyou är det största samhället i trakten. Trakten runt Shangyou består till största delen av jordbruksmark.
Genomsnittlig årsnederbörd är 855 millimeter. Den regnigaste månaden är juli, med i genomsnitt 288 mm nederbörd, och den torraste är januari, med 8 mm nederbörd.